# It’s a Wonderful Life (Oper)
It’s a Wonderful Life ist eine Oper in zwei Akten von Jake Heggie (Musik) mit einem Libretto von Gene Scheer nach dem Spielfilm Ist das Leben nicht schön? von Frank Capra aus dem Jahr 1946 und dessen Vorlage, der Kurzgeschichte The Greatest Gift von Philip Van Doren Stern. Die Uraufführung fand am 2. Dezember 2016 durch die Houston Grand Opera im Cullen Theater des Wortham Center for the Arts in Houston statt.

## Handlung

### Erster Akt
Prolog: Clara im Himmel. Clara, ein „Engel Zweiter Klasse“, der sich nach 200 Jahren seine Flügel immer noch nicht verdient hat, schwingt auf einer Schaukel über die von Sternen beschienene nächtliche Bühne und zählt. Eine dröhnende Stimme merkt an, dass die Weihnachtsnacht ein guter Zeitpunkt zum Zählen der Sterne sei. Clara erklärt, dass sie nicht Sterne, sondern Gebete zähle: In diesem Moment scheinen fast alle Einwohner der Stadt Bedford Falls für einen Mann namens George Bailey zu beten. Die Stimme ruft erschrocken eine Gruppe Engel Erster Klasse herbei, um nach dem Grund zu forschen, da Clara noch nicht auf die Erde schauen kann. Die Szene zeigt George Bailey, der im Begriff steht, sich von einer Brücke zu stürzen. Die Engel halten die Zeit an und schicken Clara auf die Erde, um ihn von seinem Vorhaben abzuhalten.
Szene 1: George Bailey Kindheit. Nach ihrem Flug durch Raum und Zeit landet Clara in einer alten Dachkammer. Dort findet sie Reisemagazine und Kisten mit Spielzeugmodellen von Booten und Flugzeugen. Die Engel erläutern ihr, dass sie herausfinden muss, was Georges Träume und Ziele sind. Sie geben ihr einen Zauberhut, mit dem sie die Szene bei Bedarf stoppen kann, um Rücksprache zu halten. Es ist das Jahr 1916. Vier Kinder stürmen herein: der zwölfjährige George Bailey, sein Bruder Harry, sein Freund Sam Wainwright und die junge Mary Hatch. Sie streiten sich um einen Schlitten, den Mary schließlich Harry gibt. Der fährt mit dem Schlitten einen Hügel hinab und stürzt durch ein Eisloch in einen zugefrorenen See. Als er um Hilfe ruft, springt George ebenfalls hinein. Die Engel erklären Clara, dass George seinem Bruder das Leben retten konnte, dabei aber sein Gehör auf einem Ohr verlor. Sie zeigen ihr verschiedene Türen, die jeweils zu unterschiedlichen Zeitpunkten in Georges Leben führen. Einen Monat nach Harrys Rettung beobachtet Clara, wie der Apotheker Mr. Gower durch ein Telegramm vom Tod seines Sohnes erfährt. Gower hatte eine halbe Stunde zuvor den jungen George mit Medizin zu seinem Sohn geschickt – doch der hatte den Auftrag offenbar nicht ausgeführt. George kommt zurück und erklärt, dass er bemerkt habe, dass Gower versehentlich Gift in die Medizinflasche gefüllt hatte. Die ebenfalls anwesende Mary schreibt George eine Liebeserklärung in sein Magazin.
Szene 2: Dachkammer der Bailey-Familie: „Bedford Falls’s Aladdin“. Im Alter von 22 Jahren will George eine Europareise machen und anschließend das College besuchen. Beim Packen entdeckt er seine alten Zeitschriften wieder und erinnert sich an seinen Kindheitstraum, das Kolosseum und das Parthenon zu besichtigen. Er führt seinem Bruder den Mekee-Mekee-Tanz der Fidschi-Inseln vor. Onkel Billy bringt einen großen Koffer herein – ein Geschenk Mr. Gowers. Harry, Billy und Clara freuen sich mit George über sein bevorstehendes neues Leben (Quartett: „Goodbye Bedford Falls“). Als Mutter Bailey hinzukommt, erinnert sich Billy an einen Anruf wegen des Abschlusstanzes und geht hinaus, um zurückzurufen. George bittet seinen Bruder, während seiner Abwesenheit den Vater zu unterstützen und darauf zu achten, dass er sich nicht von seinem Konkurrenten Potter herumschubsen lasse, der die gesamte Stadt unter seine Kontrolle bekommen wolle. Die Mutter erinnert George daran, dass Mary immer noch für ihn schwärme. George kann sich kaum noch an das kleine Mädchen mit den Zöpfen erinnern.
Szene 3: Die High-School-Tanzveranstaltung. Beim Abschlussball der Schule weist Mary einen Verehrer zurück und spricht George an. Die beiden tanzen miteinander.
Szene 4: Das Haus von Old Granville: „I’m Gonna See the World“. George und Mary verlassen die Feier und laufen zu einem verfallenen alten Haus. Weil es regnet, treten sie ein. George erzählt ihr von seinen Träumen. Die beiden werfen Steine und denken dabei an ihre Wünsche. Da erscheint Onkel Billy, um George nach Hause zu holen: Sein Vater hatte einen Schlaganfall.
Szene 5: Mr. Potters Büro: „Wait and Save“. Nach dem Tod von Georges Vater betreten George und Onkel Billy das Büro Potters, der ihnen ein Angebot zur Übernahme von dessen Firma „Building & Loan“ macht. Diese Firma mit ihren menschenfreundlichen Methoden sei nur Träumerei, kein profitables Geschäft. George lehnt das Angebot entschieden ab. Er will nicht zulassen, dass Potter auf Kosten der armen Leute Geschäfte macht. Um die Firma seines Vaters in dessen Sinne weiterführen zu können, beschließt George, in der Stadt zu bleiben. Statt seiner besucht nun Harry das College. Dieser verspricht, nach seinem Abschluss zurückzukehren, damit anschließend auch George studieren kann. Clara ist entsetzt darüber, dass Georges Träume nicht in Erfüllung gehen.
Szene 6: Mary und Harry am College: „Four Years“. Während Harry und Mary erfolgreich studieren, kümmern sich George und Onkel Billy mühsam um die Building & Loan. Sie müssen feindliche Übernahmeversuche abwehren und zugleich die Gehälter ihrer Mitarbeiter sicherstellen. Mary trifft sich unterdessen mit Georges altem Freund Sam Wainwright. Harry verlobt sich mit Helen und will mit ihr auf Weltreise gehen. Clara hält mit ihrem Hut die Szene an und beklagt diese Entwicklung.
Szene 7: Harrys Heimkehr. Nach der Hochzeit stellt Harry seinem Bruder und Onkel Billy seine Braut vor (Duett: „A Rainbow at Midnight“). Er hat nun kein Interesse mehr an der Firma. George erkennt, dass er für immer an die Stadt gebunden sein wird und seine Träume aufgeben muss.
Szene 8: Marys Haus: „I’m Gonna Love You ‘til the Day I Die“. Mary hat ihre Verbindung mit Sam gelöst und ist nach Bedford Falls zurückgekehrt. Sie ist sich nun sicher, dass sie George liebt. Auch er gesteht ihr seine Liebe. Sie küssen sich.

### Zweiter Akt
Szene 1: George und Marys Hochzeitstag. Zur Hochzeitsfeier erscheinen viele Freunde. Sie singen und tanzen den Mekee-Mekee. Am Ende verabschiedet sich das Paar, um mit dem Taxi ihres Freundes Ernie zur Hochzeitsreise aufzubrechen. Unterwegs kommen sie am Gebäude der Building & Loan vorbei und bemerken eine große aufgebrachte Menschenmenge. George lässt das Auto anhalten, um nach dem Grund zu fragen.
Szene 2: Der Bank Run von 1929. Nach dem Börsenkrach versuchen die Anleger, ihre Geldeinlagen bei der Building & Loan zu sichern. Es ist jedoch nicht genug Bargeld im Haus. Potter bietet an, die Einlagen zum halben Preis aufzukaufen. Um das zu verhindern und die Menge bis zur Öffnung der Bank zu beruhigen, opfert George das für die Hochzeitsreise gesparte Geld. Die Kunden geben sich ihm zuliebe vorerst mit einem kleinen Teil ihres Geldes zufrieden. Auf die Reise müssen George und Mary jedoch verzichten.
Szene 3: George und Marys Wohnhaus: „Changes and Blessings“. Das Paar ist mit ihren mittlerweile drei Kindern in das alte Granville Haus eingezogen. Es ist noch immer renovierungsbedürftig, doch Mary ist zuversichtlich. Wegen Georges Großzügigkeit können viele arme Menschen in der Stadt deutlich besser leben als dies in einer Wohnung Potters der Fall gewesen wäre. Im „Bailey Park“ sind in den letzten Monaten 24 neue Häuser entstanden. Clara liest den Dankbrief des Bewohners Martini (Ein Brief: „Thank You, Mr. Bailey“).
Szene 4: Mr. Potters Büro: „I Want to Hire You, George“. Potter hat George zu sich bestellt, um ihm eine gut bezahlte Stelle anzubieten. Da George weiß, dass Potter so seine Konkurrenz aus dem Weg räumen will, lehnt er ab.
Szene 5: Der Zweite Weltkrieg: „One Country, One Dream“. 1941 verkündet Präsident Roosevelts im Radio den Kriegseintritt Amerikas. Die Engel berichten Clara über das weitere Geschehen: Wegen seines schlechten Ohres bleibt George in der Heimat. Sein Bruder Harry wird Kampfpilot. Ihm gelingt es, durch den Abschuss eines Kamikaze-Fliegers einen Truppentransporter zu retten. Roosevelt lädt ihn zur Ehrung ins Weiße Haus ein.
Szene 6: Heiligabend: „What a Day!“ George, Ernie und Martini feiern den Erfolg Harrys. Es schneit.
Szene 7: Onkel Billy verliert die Bankeinlage. Onkel Billy betritt mit einer Zeitung in der Hand das Bankgebäude. Auch er ist begeistert über Harrys Ehrung, von der in der Zeitung berichtet wird. Gedankenverloren füllt er einen Schein über eine Bankeinlage von 8.000 Dollar aus (Gegenwert 2017 ca. 100.000 Dollar). Da bemerkt er Mr. Potter und zeigt ihm die Zeitungsmeldung. Während sie sich unterhalten, nimmt Potter unbemerkt den Schein an sich, der zwischen die Seiten der Zeitung gerutscht war. Erst als Billy diesen kurz darauf zum Schalter bringen will, bemerkt er den Verlust und geht zu George, um ihn darüber zu informieren. Skandale, Bankrott und Gefängnis können die Folge sein. George ist verzweifelt.
Szene 8: Georges und Marys Wohnhaus: „Zuzu’s Petals“. Mary und die Kinder Janie, Tommy und Zuzu schmücken die Wohnung für die Weihnachtsfeier. George tritt ein. In seiner Aufregung ist er grob zu seiner Familie und beschimpft sogar Zuzus Lehrerin am Telefon. Mary und die Kinder beobachten erschrocken, wie er die Wohnung nach seiner Lebensversicherung durchsucht.
Szene 9: Mr. Potters Büro: „You’re Worth More Dead than Alive“. Da seine Versicherung nur 500 Dollar Wert ist, bleibt George nichts anderes mehr übrig, als Potter um Hilfe zu bitten. Doch der schickt ihn hinaus in den Schnee. In seinem Kopf hört er die vorwurfsvollen Stimmen seiner Verwandten.
Szene 10: Die Brücke: „I Wish I’d Never Been Born“. Als George seinem Leben auf der Brücke ein Ende machen will, überredet Clara die Engel, sie für ihn sichtbar zu machen. Daraufhin springt sie selbst ins Wasser und ruft um Hilfe. Sie weiß, dass George sie retten und seinen eigenen Selbstmordwunsch vergessen wird. Genauso geschieht es. Sie stellt sich ihm als sein Schutzengel vor. George wünscht sich, er wäre nie geboren worden. Das nimmt Clara zum Anlass, ihm die Welt so zu zeigen, als hätte es ihn nie gegeben.
Szene 11: Die Welt ohne George Bailey. Diese alternative Welt kennt keine Musik. Daher sind alle Dialoge gesprochen. Georges Kinder existieren nicht. Mr. Gower hat, nachdem er versehentlich seinen Sohn vergiftet hatte, 20 Jahre im Gefängnis verbracht, seine Wohnung verloren, trinkt und lebt nun im verfallenen Granville Haus. Die Building & Loan wurde nach dem Tod von Georges Vater aufgelöst. Potter hat die gesamte Stadt übernommen, und Ernie arbeitet für ihn. Ernie und Potter erkennen George ebenso wenig wie seine Mutter. Onkel Billy wurde ins Irrenhaus eingeliefert. Sein Bruder Harry starb im frühen Kindesalter, da George ihn nicht aus dem Eis retten konnte. Deshalb kamen im Krieg auch die Soldaten des Truppentransporters ums Leben. Nachdem George all dies erfahren hat, verschwindet Clara und lässt ihn mit seinen Gedanken alleine. Er fängt an zu beten und fleht sie an, ihm sein Leben zurückzugeben.
Szene 12: Georges Heimkehr: „Christmas Morning“. George betet mit geschlossenen Augen zu Gott, ihn wieder ins Leben zurückzubringen. Seine Tochter Janie berührt seine Schulter. Er öffnet die Augen und findet sich rechtzeitig zur Weihnachtsfeier daheim im Kreis seiner Familie wieder. Der Sheriff und ein „Examiner“ treten ein. Kurz darauf erscheint Onkel Billy mit einem großen Korb voller Geld. Er erzählt George, dass Mary einigen Leuten von dem Problem erzählt hatte und diese dann in der ganzen Stadt gesammelt hätten. Alle hätten ohne weitere Fragen für George gespendet. Weitere Leute treffen ein, um Geld in den Korb zu legen. Zu guter Letzt verliest Harry ein Telegram von Mr. Gower, in dem dieser eine Überweisung über 25.000 Dollar ankündigt. Alle feiern fröhlich. Clara erhält endlich ihre nun wohlverdienten Flügel und wird zum Engel Erster Klasse befördert (Claras Flügel: „A Wonderful Life“). Sie steigt in den Himmel auf und beginnt erneut zu zählen – dieses Mal Engel, die sie zu ihrer Überraschung überall (auch im Publikum) sieht. Zum Abschluss der Oper singen alle gemeinsam das Auld Lang Syne.

## Gestaltung
Im Gegensatz zur Spielfilmvorlage liegt der Schwerpunkt der Oper auf der Geschichte des Engels Clara (im Film Clarence) und nicht derjenigen von George. Die Handlung ist von Szenen im Himmel umrahmt, und Clara greift immer wieder kommentierend in das Geschehen ein. Durch ihre Augen erlebt auch der Zuschauer das Werk.
Ein immer wieder auftauchendes Thema betrifft die Wünsche und Träume der Charaktere, wozu auch der „American Dream“ zählt. Dieser erscheint allerdings in zwei unterschiedlichen Ausprägungen: Während George versucht, den arbeitenden Menschen und den Immigranten der Stadt eigene Wohnungen zu ermöglichen, sieht sein Konkurrent Potter deren Lebensziel darin, hart zu arbeiten und zu sparen, um sich später Eigentum leisten zu können. Potters Credo besteht in dem Satz „Profit is the art of the future“ („Profit ist die Kunst der Zukunft“). George erkennt allerdings, dass dies nicht möglich ist, wenn die Menschen ihr gesamtes Geld für die Miete ausgeben müssen. In ihrer Opernfassung der mehr als 70 Jahre alten Vorlage schaffen Heggie und Scheer entsprechende Bezüge zur modernen Welt wie die Finanzkrise ab 2007.
Die Szene, in der Clara dem verzweifelten George zeigt, wie eine Welt ohne ihn aussehen würde, gestaltet Heggie ohne Musik. Die Dialoge sind gesprochen und lediglich mit elektronischem Weißen Rauschen unterlegt, was eine albtraumhafte Stimmung erzeugt. Der Rezensent der Gramophone hielt diesen Kunstgriff für einen Geniestreich („conspicuous masterstroke“), während der Redakteur von Opera News die Szene geradezu langweilig („boring“) fand („George and Clara drearily talking their way through a series of encounters with hostile townsfolk“).
Musikalisch ist Heggie mit dieser Oper vollständig am neoromantischen Klangbild angelangt. Er integriert zudem Elemente des Musicals und passend zum 20er-Jahre-Thema Anklänge an den frühen Jazz und andere Musik dieser Zeit. Der angebliche „Mekee-Mekee“-Tanz der Fidschi-Inseln ist eine Erfindung Heggies, dessen Choreografie bei der Uraufführungsproduktion auf dem Charleston und dem Time Warp der Rocky Horror Show basierte.

### Orchester
Die Orchesterbesetzung der Oper wurde vom Komponisten ausdrücklich variabel vorgesehen. Bei der Uraufführung in Houston spielten 24 Instrumentalisten. Für Aufführungen in größeren Opernhäusern empfahl Heggie eine deutlich größere Streicherbesetzung.
- Holzbläser: Flöte (auch Piccolo), Oboe (auch Englischhorn), Klarinette (auch Bassklarinette), Fagott
- Blechbläser: zwei Hörner, Trompete, Posaune
- Schlagzeug (zwei Spieler)
- Harfe
- Klavier
- Streicher: sechs Violinen, zwei Bratschen, drei Violoncelli, Kontrabass

## Werkgeschichte
Heggies Oper It’s a Wonderful Life entstand im gemeinschaftlichen Auftrag der Houston Grand Opera, der San Francisco Opera und der Jacobs School of Music der Indiana University Bloomington („collegiate premiere“). Wie bei den meisten anderen Opern Heggies stammt auch diesmal das Libretto von Gene Scheer. Es basiert teilweise auf dem 1946 erschienenen Spielfilm Ist das Leben nicht schön? von Frank Capra und dessen Vorlage, Philip Van Doren Sterns Kurzgeschichte The Greatest Gift.
Die sechs Hauptrollen der Uraufführung am 2. Dezember 2016 durch die Houston Grand Opera im Cullen Theater des Wortham Center for the Arts in Houston sangen William Burden (George Bailey), Talise Trevigne (Clara), Andrea Carroll (Mary Bailey), Rod Gilfry (Mr Gower/Mr Potter), Anthony Dean Griffey (Onkel Billy) und Joshua Hopkins (Harry Bailey). Patrick Summers leitete Mitglieder von Orchester und Chor der Houston Grand Opera. Regie führte Leonard Foglia. Die Bühne stammte von Robert Brill, die Kostüme von David C. Woolard, das Lichtdesign von Brian Nason und die Projektionen von Elaine J. McCarthy. Es gab insgesamt neun ausverkaufte Aufführungen.
Nach der Uraufführung überarbeiteten Heggie und Scheer das Werk. Sie entfernten ungefähr ein Zehntel des Originals und erweiterten im Gegenzug den zweiten Akt, um eine bessere Entwicklung der Charaktere und der Handlung zu gewährleisten. Als Vorbereitung zu den Aufführungen der koproduzierenden Jacobs School of Music im November 2017 veranstalteten sie mit den Studenten eine „Voice master class“, ein Kompositionsforum und weitere Diskussionsplattformen. Video-Mitschnitte der Aufführungen wurden im Internet bereitgestellt.

## Aufnahmen
- 2. Dezember 2016 – Patrick Summers (Dirigent), Orchester und Chor der Houston Grand Opera.
 William Burden (George Bailey), Talise Trevigne (Clara), Andrea Carroll (Mary Bailey), Rod Gilfry (Mr Potter), Anthony Dean Griffey (Onkel Billy), Joshua Hopkins (Harry Bailey).
 Live-Mitschnitt der Uraufführung.
 Pentatone PTC5186 631.[9]
- 11./16. November 2017 – David Neely (Dirigent), Leonard Foglia (Regie), Robert Brill (Bühne), David C. Woolard (Kostüme), Brian Nason (Lichtdesign), Elaine J. McCarthy (Projektionen), Orchester und Chor der Jacobs School of Music.
 Edward Atkinson/Terrence Chin-Loy (George Bailey), Cadie Jordan/Anne Slovin (Clara), Rachel Mikol/Virginia Mims (Mary Bailey), Marcus Simmons/David Tahere (Mr Potter), Justin Brunette/Andrew Flanagin (Onkel Billy), Benjamin Seiwert/Ian Murrell (Harry Bailey).
 Video; Übernahme der Uraufführungsproduktion durch die Jacobs School of Music.
 Internetstreams mit beiden Gesangsbesetzungen auf der Website der Indiana University Bloomington.[10]